# Westfield (East Sussex)
Westfield – wieś w Anglii, w hrabstwie East Sussex, w dystrykcie Rother. Leży 83 km na południowy wschód od Londynu. W 2007 miejscowość liczyła 2618 mieszkańców.